# テオ

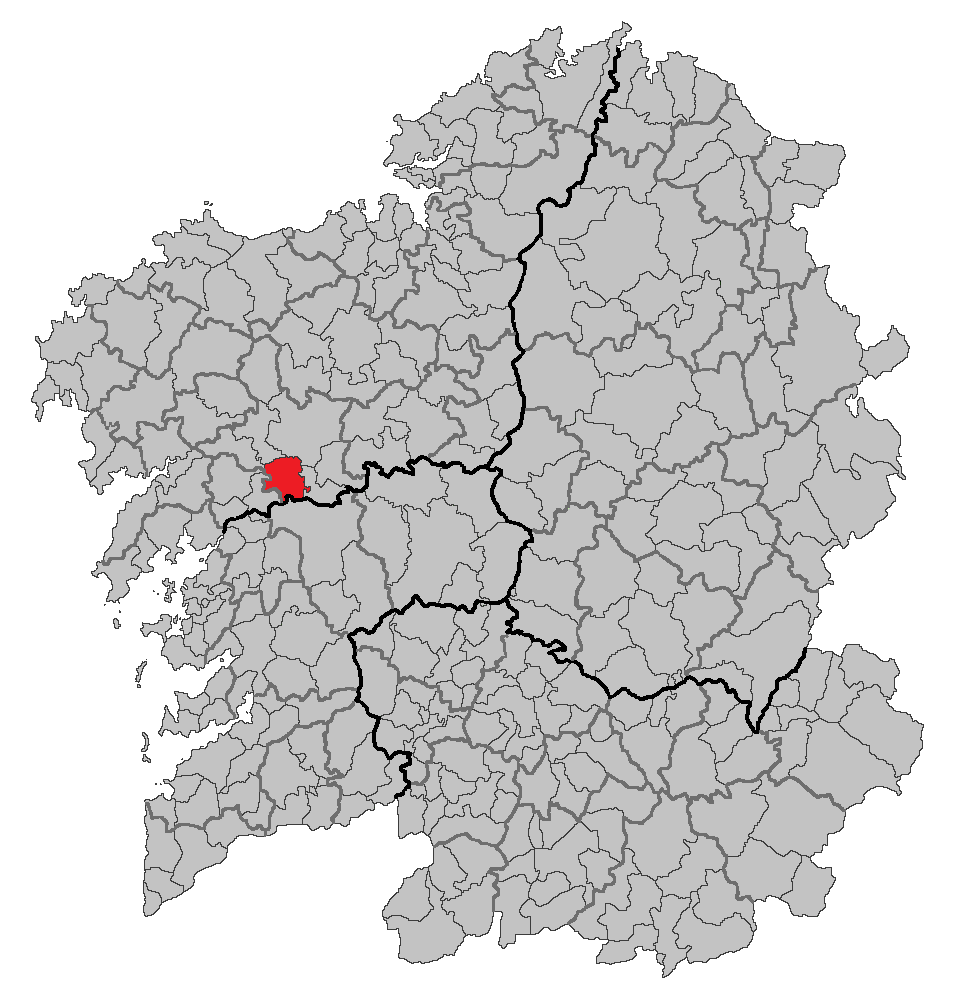
ガリシア州内の位置

テオ（Teo）は、スペイン、ガリシア州、ア・コルーニャ県の自治体、コマルカ・デ・サンティアーゴに属する。ガリシア統計局によると、2014年の人口は18,254人（2012年：18,454人、2010年：17,940人、2009年：17,807人、2007年：17,441人、2006年：17,168人、2005年：16,809人、2004年：16,428人、2003年：16,028人）。住民呼称は男女同形で、teense。
ガリシア語話者の自治体人口に占める割合は49.80%（2011年）。

## 地理
テオは面積80km²で、ア・コルーニャ県の南部に位置し、コマルカ・デ・サンティアーゴに属している。接する自治体は、北がアメスとサンティアゴ・デ・コンポステーラと、南がパドロンとア・エストラーダ（ポンテベドラ県）と、東がベドラと、西がブリオンとロイスとなっている。13の教区に分けられる。自治体の中心地区はルシ教区のア・ラマジョーサ地区。
サンティアゴ・デ・コンポステーラ司法管轄区に属す。
地形は、北部のペナ・アグレーラ（410m）、アルト・デ・モントウト（339 m）、プルガ山（373m）から海抜100m以下のウジャ川の流域まで平野が続いている。地理学的には、テオのある土地は頁岩、花崗岩などの硬い地盤で形成されており、また堆積岩はウジャ川やサンタ・ルシーアの谷間のような、高度の低い地点にみられる。

### 人口
| テオの人口推移 1900－2010                               |
|                                                         |
| 出典:INE（スペイン国立統計局）1900年 - 1991年、1996年 - |

## 政治
自治体首長はガリシア民族主義ブロック（BNG）のマルティーニョ・ノリエガ・サンチェス（Martiño Noriega Sánchez）、自治体評議員は、ガリシア民族主義ブロック：9、ガリシア国民党（PPdeG）：6、ガリシア社会主義者党（PSdeG-PSOE）：1、IN-TEO（Iniciativa Independiente de Teo）:1となっている（2011年5月22日自治体選挙結果、得票順）。  
| 1999年6月13日自治体選挙 |        |        |          |
| 政党                    | 得票数 | 得票率 | 獲得議席 |
| PPdeG                   | 4,517  | 54.55% | 10       |
| PSdeG-PSOE              | 2,007  | 24.24% | 4        |
| BNG                     | 1,548  | 18.70% | 3        |

| 2003年5月25日自治体選挙 |        |        |          |
| 政党                    | 得票数 | 得票率 | 獲得議席 |
| PPdeG                   | 3,804  | 37.39% | 8        |
| BNG                     | 2,358  | 23.18% | 4        |
| PSdeG-PSOE              | 2,123  | 20.87% | 4        |
| IN TEO                  | 903    | 8.88%  | 1        |
| その他                  | 740    | 7.27%  | 0        |

| 2007年5月27日自治体選挙 |        |        |          |
| 政党                    | 得票数 | 得票率 | 獲得議席 |
| BNG                     | 3,654  | 33.62% | 6        |
| PPdeG                   | 3,250  | 29.91% | 6        |
| PSdeG-PSOE              | 2,535  | 23.33% | 4        |
| IN TEO                  | 820    | 7.55%  | 1        |
| TEGA                    | 418    | 3.85%  | 0        |

| 2011年5月22日の自治体選挙 |        |        |          |
| 政党                      | 得票数 | 得票率 | 獲得議席 |
| BNG                       | 4,740  | 45.93% | 9        |
| PPdeG                     | 3,607  | 34.95% | 6        |
| PSdeG-PSOE                | 877    | 8.50%  | 1        |
| IN TEO                    | 797    | 7.72%  | 1        |

## 教区
テオは12の教区に分けられる。太字は自治体中心地区のある教区。
- バモンデ（サンタ・マリーア）
- カチェイラス（サン・シモン・デ・オンス）
- カーロ（サン・ショアン）
- ランパイ（サンタ・マリーア）
- ルシ（サンタ・マリーニャ）
- ルオウ（サンタ・マリーア）
- オサ（サンタ・バイア）
- ラリス（サン・ミゲル）
- レセセンデ（サン・ショアン）
- レイス（サン・クリストーボ）
- テオ（サンタ・マリーア）
- ビラリーニョ（サン・トメ）

## 出身著名人
- エンリケ・リステル - 共産主義者、軍人（1907-1994）
- エセキエル・モスケーラ - 自転車競技選手（1975-）